# Клінаєв Єгор Дмитрович
Єгор Дмитрович Клінаєв (рос. Егор Дмитриевич Клинаев; 10 квітня 1999, Москва, Росія — 27 вересня 2017, Москва, Росія) — російський актор, співак і телеведучий.

## Біографія

### Ранні роки
Єгор Клінаєв народився 10 квітня 1999 року в Москві в родині музикантів Дмитра та Наталії Клінаєвих. Батько — учасник музичного гурту «Москва-сіті» з 2003 року.
В ранньому дитинстві Єгор виступав у вокальному ансамблі «Непосиди». Навчався у музичній школі по класу флейти, грав на музичних інструментах: барабанах, бас-гітарі.

### Кар'єра
З 2010 до 2014 року був ведучим телепрограми «Пора в космос!» на телеканалі для дітей та юнаків «Карусель».
У квітні 2011 року Єгор взяв участь в якості капітана команди в спеціальному випуску дитячої телевікторини «Питання на засипку», присвяченому Дню космонавтики.
Брав участь в дитячому міжнародному русі «Республіка Kids» Євгенія Орлова, був резидентом авторського джазового проекту Анжеліки Алфьорової-Арутюнян «Jazz Parking». Учасник — гостьовий артист четвертого студійного альбому 13 (трек 15) російського хіп-хоп виконавця Тіматі, випущеного 28 жовтня 2013 року.
В 2012 році Єгор Клінаєв став переможцем реаліті-шоу «Школа музики».
Дебютував у 2012 році в картині режисера Олександри Єрофєєвої «Таємниця Єгора», де зіграв головну роль Тьоми Круглова. Знявся в 19 російських фільмах і серіалах. 
В травні 2014 року взяв участь в музичній телепрограмі «Один в один!» на телеканалі Росія-1, у червні того ж року був членом журі другого сезону цієї телепередачі.
В 2015 році вступив на перший курс Державного музичного училища естрадно-джазового мистецтва (ДМУЕДМ) по класу естрадного співу.

### Смерть

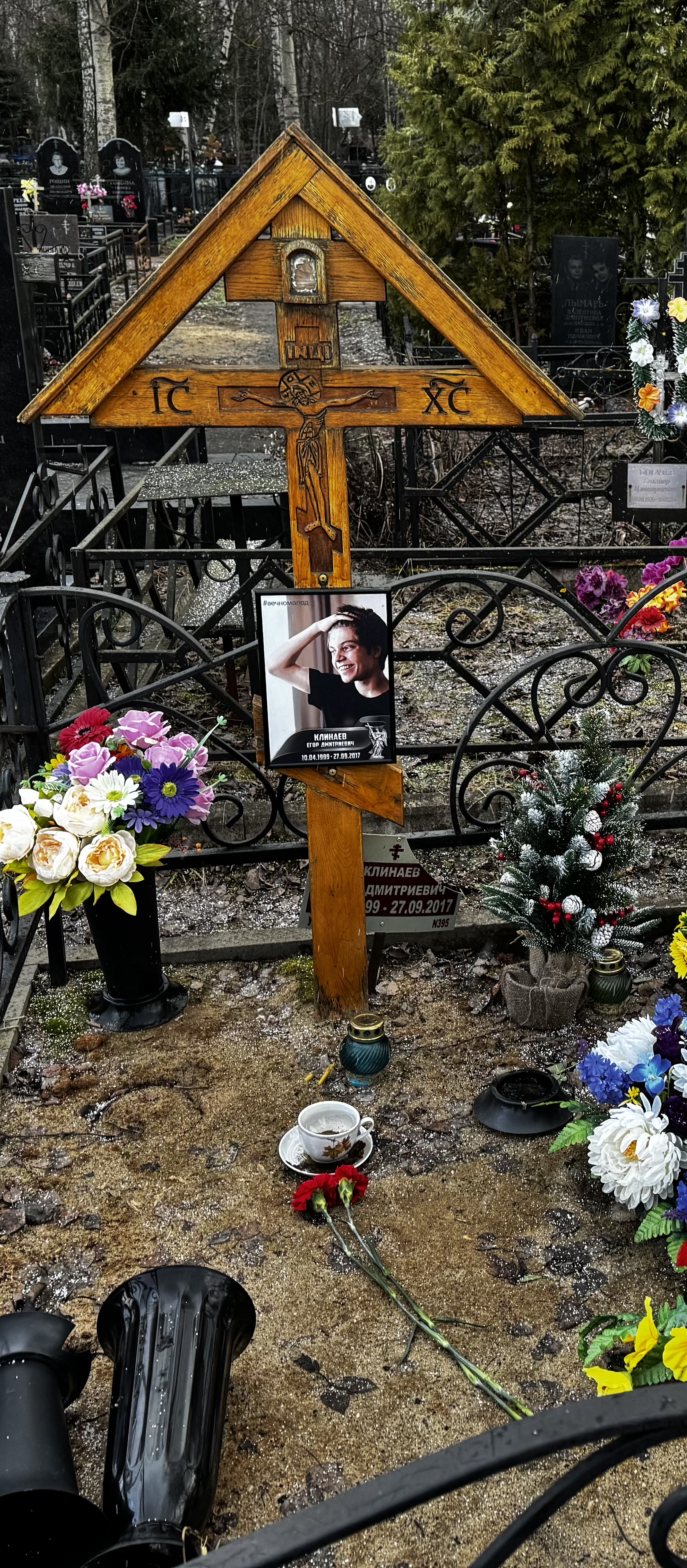
Могила Єгора Клінаєва на Бутовському цвинатрі, Москва, 2025

Юнак загинув на 19-му році життя вночі 27 вересня 2017 року в Москві, коли під час спроби надання допомоги постраждалим у дорожньо-транспортній пригоді на МКАД його збила проїжджаюча повз машина. Відспівування пройшло 29 вересня 2017 року в московському Храмі благовірного князя Дмитра Донського в Північному Бутово. У той же день актора було поховано на Бутовському кладовищі, в одній могилі з його молодшою сестрою Ориною, яка прожила всього чотири дні (ділянка № 11б).

## Фільмографія[2]
| Рік       | Назва                    | Роль                          |
| --------- | ------------------------ | ----------------------------- |
| 2012      | Таємниця Єгора           | Тьома Круглов (головна роль)  |
| 2012—2015 | Дельта                   | Леонід Лобанов                |
| 2013      | Приватне піонерське      | Діма Терент'єв (головна роль) |
| 2013      | Операція «Ляльковод»     | Микита                        |
| 2013      | Торговий центр           | Паша                          |
| 2014      | Другий шанс              | Вітька                        |
| 2014      | Чемпіони                 | епізодна роль                 |
| 2015      | Власик. Тінь Сталіна     | Василь Сталін в дитинстві     |
| 2015      | Громадянка Катерина      | Микита Платонов               |
| 2015      | Шукаю чоловіка           | Шурік                         |
| 2017      | Фізрук (3 сезон)         | Микита Серебрянський          |
| 2015      | Приватне піонерське 2    | Діма Терент'єв (головна роль) |
| 2016      | Мачуха                   | Юра Корабльов                 |
| 2017      | Приватне піонерське 3    | Діма Терент'єв (головна роль) |
| 2017      | Поліцейський з Рубльовки | Саша                          |
| 2017      | Територія                | «Гвинт»                       |
| 2017      | Вулиця                   | Олексій (головна роль)        |
| 2018      | Вибух                    | Ігор («Гарік») Наумов         |
| 2018      | Домашній арешт           | Славік Самсонов               |

В 2017 році знімався в серіалах, які знаходяться у виробництві: «Домашній арешт» і «Територія».

## Нагороди та призи
- Приз за найкращу дитячу роль у фільмі «Таємниця Єгора чи Незвичайні пригоди звичайним літом» на VIII Міжнародному фестивалі театру та кіно «В колі сім'ї», який проходив у грудні 2013 року в Єкатеринбурзі.
- Диплом за кращий акторський дует (Єгор Клінаєв і Семен Трєскунов) у фільмі «Приватне піонерське» на XVII Фестивалі візуальних мистецтв у ВДЦ «Орлятко» (2013 рік).
- Диплом XXI Фестивалю візуальних мистецтв у ВДЦ «Орлятко» (липень 2017 року) за кращу чоловічу роль другого плану в фільмі  «Приватне піонерське — 3»[3].